# Перссон, Юаким (футболист, 2007)
Юаким Перссон (швед. Joakim Persson; Пустой шаблон {{ВД-Преамбула}} ) — шведский футболист, вратарь «Мальмё».

## Клубная карьера
Является воспитанником «Мальмё», где выступал за юношеские команды клуба. Впервые за основную команду сыграл 1 декабря 2024 года в перенесённой встрече второго раунда кубка страны против «Турсланды». 12 декабря в связи с травмами Юхана Далина и Рикардо Фридриха вышел в стартовом составе на матч общего этапа Лиги Европы с «Галатасараем», завершившемся со счётом 2:2. В январе 2025 года подписал первый профессиональный контракт, рассчитанный на три года.

## Клубная статистика
| Выступление      | Выступление      | Выступление      | Лига | Лига | Кубки | Кубки | Конт. кубки | Конт. кубки | Итого | Итого |
| Клуб             | Лига             | Сезон            | Игры | Голы | Игры  | Голы  | Игры        | Голы        | Игры  | Голы  |
| ---------------- | ---------------- | ---------------- | ---- | ---- | ----- | ----- | ----------- | ----------- | ----- | ----- |
| Мальмё           | Алльсвенскан     | 2024             | 0    | 0    | 1     | -2    | 1           | -2          | 2     | -4    |
| Мальмё           | Алльсвенскан     | 2025             | 0    | 0    | 0     | 0     | 0           | 0           | 0     | 0     |
| Мальмё           | Итого            | Итого            | 0    | 0    | 1     | -2    | 1           | -2          | 2     | -4    |
| Всего за карьеру | Всего за карьеру | Всего за карьеру | 0    | 0    | 1     | -2    | 1           | -2          | 2     | -4    |